# 이영화 (가수)
이영화(1952년 ~ )는 대한민국의 가수이다.

## 생애
모창가수로 활동하다 1979년 1집 앨범 '실비 오는 소리'로 데뷔했다. 1980년 신인상을 수상했다. '유부녀 논란'을 다룬 신문 기사 때문에 활동을 중단했다가 1981년 '저 높은 곳을 향하여'로 재기했다.

## 수상
- 1981년 세계가요제연맹 회장상
- 2001년 문화관광부 장관 표창
- 2007년 제15회 한국인기연예대상 전통가요 공로상
- 2010년 제18회 대한민국 문화연예대상 성인가요 신인상